# Беконтрі (станція метро)
51°32′25″ пн. ш. 0°07′36″ сх. д. / 51.540277777778° пн. ш. 0.12666666666667° сх. д.
Беконтрі (англ. Becontree) — станція лінії Дистрикт Лондонського метрополітену. Станція знаходиться у районі Беконтрі боро Баркінг і Дагенем, Великий Лондон, у 5-й тарифній зоні, між метростанціями Апней та Дагенгем-Гітвей. В 2017 році пасажирообіг станції — 3.64 млн пасажирів

## Історія
- 1926 — відкриття станції у складі London, Midland and Scottish Railway, як Гейл-стріт-галт.
- 12. вересня 1932 — початок трафіку лінії Дистрикт[4]
- 1962 — припинення приміського трафіку.

## Пересадки
- На автобуси London Buses маршрутів 62 та 145[5].

## Послуги
| Попередня станція | Лінія | Лінія                           | Лінія | Наступна станція |
| ----------------- | ----- | ------------------------------- | ----- | ---------------- |
| Апней             |       | Лондонське метро Лінія Дистрикт |       | Дагенгем-Гітвей  |